# علی طالب العجمی
علی طالب العجمی (عربی: علي طالب سلمان العجمي؛ زادهٔ ۱۴ نوامبر ۱۹۸۴) بازیکن فوتبال اهل عمان است.
از باشگاه‌هایی که در آن بازی کرده‌است می‌توان به باشگاه فوتبال صحار، باشگاه فوتبال صور، و باشگاه فوتبال النهده عمان اشاره کرد.
وی همچنین در تیم ملی فوتبال عمان بازی کرده‌است.